# Франтішек Алберт
Франті́шек А́лберт  (чеськ. František Albert; *29 квітня 1856 — †22 липня 1923) — чеський хірург і письменник.

## Біографія
Франтішек Алебер народився у родині годинникаря в Жамберку. Деякі з його братів та сестер також стали відомими людьми: Алберт Едуард (1841—1900) був лікарем та письменником, Сватова Тереза (1858—1940), що також стала чеською письменницею, Катерина Тхомова (1861—1952) — визначний діяч Жамберського театру, а також одна з засновників Жамберського музею.